# K7 (機関短銃)
K7は、大韓民国で開発された短機関銃である。大宇精工によって特殊部隊向けに開発生産され、大韓民国国軍では2001年に制式採用されている。

## 概要
K1を原形に9mmパラベラム弾を採用し、機関部はK1Aより流用されているものの9mmマガジンを使用している。
また、K1シリーズが採用しているストーナー型ダイレクト・インピジメント方式ではなくシンプルブローバック方式を採用しており、発射速度が1,100発と早いためフルオートで射撃を行うとコントロールが難しいと言われている。
H&K MP5SDのような銃身一体型のサプレッサーを備えており、これにより発射時の銃声を111.5デシベルまで抑えられるが、前述の通りフルオート射撃時は発射速度が早いため、フルオート射撃を行うとサプレッサーの消耗が激しくなるとされる。
韓国国内では特殊戦司令部と大韓民国海軍特殊戦旅団(韓国SEAL)の要員が使用している。

## 採用国
- 韓国
- バングラデシュ[1]
- インドネシア
  - 海軍特殊部隊(Kopaska)の戦術潜水部隊と 陸軍特殊部隊 (Kopassus)が採用。[2]
- カンボジア